# Astragalus euchlorus
Astragalus euchlorus es una especie de planta del género Astragalus, de la familia de las leguminosas, orden Fabales.

## Distribución
Astragalus euchlorus es una especie nativa de China (Sichuan).

## Taxonomía
Fue descrita científicamente por K. T. Fu. Fue publicado en Bulletin of Botanical Research. Harbin 2(4): 67 (1982).